# Sol Invictus

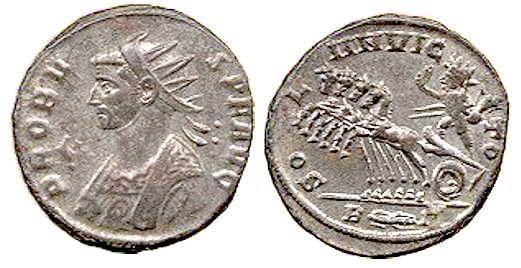
Moneda del emperador Probo, cerca de 280, con el Sol Invictus montando una cuadriga, y la leyenda SOLI INVICTO, "al sol invicto". El emperador (izquierda) usa una corona solar.

Sol Invictus ("Sol invicto" o "inconquistado") fue un culto religioso hacia una divinidad solar iniciado en el Imperio romano tardío. En el siglo IV d. C., el festival del nacimiento del Sol invicto (Dies Natalis Solis Invicti) indicaba que nacía un nuevo sol que vencía a la oscuridad y que a partir del final del solsticio de invierno en el calendario juliano (25 de diciembre) los días iban a hacerse más largos. Este festival se celebraba el 25 de diciembre.
En el año 274 el emperador Aureliano convirtió en oficial el culto al Sol Invictus, junto a las otras tradiciones romanas. Los historiadores no están de acuerdo sobre el origen de este suceso: si fue una reinstauración del antiguo culto del Sol (Sol Indiges) del que ya se había abandonado su culto y que tuvo relativamente poca importancia, un nuevo comienzo de la divinidad de Elagábalo (Heliogábalo) proveniente de la ciudad de Emesa en Siria alabada pocos años antes o algo completamente nuevo proveniente del mitraísmo.
Este dios fue muy favorecido por los emperadores que siguieron a Aureliano, y apareció en las monedas acuñadas hasta la llegada de Constantino I. Después Juliano el Apóstata declararía a Helios como la única divinidad, y las otras divinidades quedarían como simples expresiones de este único dios. Durante el tiempo de este emperador la religión del sol se convirtió en la religión oficial dentro del imperio.

## Antecedentes
Sol Invictus se diferencia de los primeros cultos del Sol Indiges, (Sol nativo, o Sol invocado) el cual tenía sus propios cultos tradicionales. Según Tácito (56-117), Sol tenía un "viejo" templo en el Circo Máximo. También existió un viejo santuario para Sol en el Quirinal, donde se ofrecía un sacrificio anual a Sol Indiges el 9 de agosto. Los calendarios rituales romanos o fasti mencionaban también una fiesta para Sol Indiges el 11 de diciembre y un sacrificio por Sol y Luna el 28 de agosto.
El culto al Sol fue continuo desde el primer rey de la antigua Roma hasta la institución del cristianismo como única fe del Imperio. Los historiadores normalmente suelen diferenciar ambas deidades, aunque el rechazo de esta teoría por S. E. Hjimans ha encontrado respaldo. El título de "Invictus" fue un epíteto utilizado por muchos dioses romanos, como Júpiter, Marte, Hércules, Apolo y Silvano, y se empezó a usar desde el siglo III a. C.

## Historia

### Heliogábalo
El título de Sol Invicto ganó popularidad por primera vez bajo el emperador romano Heliogábalo, el emperador adolescente de la dinastía de los Severos que impuso el culto de El Gabal, Dios Sol de su ciudad nativa de Emesa (Siria). Asumiendo el trono, promocionó su deidad nativa y olvidó al resto del panteón romano, lo que terminó con su asesinato en el 222, cayendo en desuso el nuevo culto, aunque los emperadores posteriores siguieron acuñando moneda con la corona solar radiante durante cerca de un siglo. Aunque esto pueda verse como una importación de una deidad, los romanos siempre habían venerado el Sol anteriormente.

### Aureliano
Aureliano fortaleció la posición del dios del Sol, Sol (Invictus), como la principal divinidad del panteón romano. Su intención era dar a todos los pueblos del Imperio, civiles o soldados, occidentales u orientales, un solo dios en quien ellos podrían creer sin traicionar a sus propios dioses. Anteriormente los sacerdotes de Sol siempre habían sido de bajo rango, ahora fueron Pontífices y miembros del nuevo Colegio de Pontífices instaurado por Aureliano. Cada pontífice era miembro de la élite Senatorial, prueba de que era un alto y prestigioso cargo. El centro del culto fue un nuevo templo, construido en 271 en el Campo de Agripa en Roma, con grandes decoraciones que fueron financiadas con el botín obtenido del Imperio de Palmira. También creó Juegos en honor al Sol. Aureliano no persiguió a otras religiones. Sin embargo, durante su breve reinado, parecía seguir el principio de «un dios, un Imperio», idea que más tarde adoptó completamente el emperador Teodosio I el Grande. En algunas monedas, aparece con el título deus et dominus natus («dios y señor nato»), título que más tarde sería adoptado también por Diocleciano. Lactancio argumenta que Aureliano habría prohibido adorar a todos los demás dioses si hubiera tenido tiempo suficiente para hacerlo.
La identidad del Sol de Aureliano no se ha sabido dilucidar exactamente. Pudiera ser el Sol Elagabalus de Emesa, mientras que otros piensan que pudo ser Sams, el dios solar de Palmira pues Aureliano construyó una estatua y un templo en Palmira dedicado al Dios Sol. La tercera opción puede ser el simple tradicional Sol Invictus, proveniente del antiguo Sol Indiges.

### Constantino
Los emperadores anteriores a Constantino grabaron el Sol Invictus en sus monedas oficiales, con la leyenda SOLI INVICTO COMITI, para de este modo invocar al sol invicto como compañero del emperador. Las estatuillas de Sol Invictus, cargadas por portaestandartes, aparecen en tres lugares en los relieves del Arco de Constantino. La moneda oficial de Constantino continuó llevando la leyenda relativa al Sol Invictus hasta 323. Constantino decretó el 7 de marzo de 321 que el dies Solis, es decir, el domingo, sería el día romano del descanso:

Imperator Constantinus. Omnes iudices urbanaeque plebes et artium officia cunctarum venerabili die solis quiescant. Ruri tamen positi agrorum culturae libere licenterque inserviant, quoniam frequenter evenit, ut non alio aptius die frumenta sulcis aut vineae scrobibus commendentur, ne occasione momenti pereat commoditas caelesti provisione concessa.
 En el venerable día del sol se dejará a los magistrados y al pueblo de las ciudades descansar y se cerrarán todos los talleres. En el campo las personas ligadas a la agricultura podrán voluntaria y legítimamente continuar sus labores, pues con frecuencia sucede que el día siguiente no es el adecuado para sembrar o plantar viñas, pues se teme que por dejar pasar el momento propicio para tales operaciones se perderá el favor del cielo.
Código de Justiniano III, 12, 2.

La religión del Sol Invictus continuó siendo parte de la religión estatal hasta que el establecimiento del cristianismo niceno como religión estatal por Teodosio I, el 27 de febrero de 380, llevó aparejada la abolición oficial del paganismo por decreto del emperador.

### Teodosio
La fiesta del Sol Invictus, se acabó mediante el célebre edicto de Tesalónica de Teodosio I el 27 de febrero de 380, en el cual el emperador estableció que la única religión del estado era el cristianismo niceno, prohibiendo de facto todas las otras. El 3 de noviembre de 383 el día de descanso, el dies solis, será renombrado como dies dominicus:

Idem aaa. ad Principium praefectum praetorio. Solis die, quem dominicum rite dixere maiores, omnium omnino litium et negotiorum quiescat intentio; debitum publicum privatumque nullus efflagitet; ne aput ipsos quidem arbitros vel e iudiciis flagitatos vel sponte delectos ulla sit agnitio iurgiorum. Et non modo notabilis, verum etiam sacrilegus iudicetur, qui a sanctae religionis instinctu rituve deflexerit. Proposita III non. nov. Aquileiae Honorio n. p. et Evodio conss.
 Códice Teodosiano 11.7.13

### Fiestas deDies Natalis Solis Invictiy Saturnalia
La fiesta de Dies Natalis Solis Invicti era una fiesta dedicada al Sol Invictus, llevada a cabo poco después del solsticio de invierno, por lo general el 25 de diciembre. La fiesta de Saturnalia empezaba el 17 de diciembre y duraba 7 días, en honor al dios de la semilla y del vino, Saturno. Tales fiestas caían en fechas muy similares o idénticas a la que hoy conocemos como Navidad. Después de la Saturnalia, el 25 de diciembre, se celebraba el nacimiento del Sol —Natalis Solis Invictis (nacimiento del sol invencible)— personificado en el dios Mitra.[cita requerida] Aunque el culto a Mitra tenía orígenes persas (el dios Mithra), se convirtió en la religión dominante en Roma, especialmente entre los soldados.[cita requerida]

#### Posible relación con la Navidad
Navidad proviene de la palabra latina nativitas (natividad) que significa nacimiento y se refiere particularmente al nacimiento de Jesús de Nazaret que se celebra cada 25 de diciembre; esto aunque en ninguna parte de la Biblia se menciona la fecha exacta del nacimiento de Jesús. 
La fiesta de Navidad fue reconocida 300 años después de su muerte, cuando el emperador Constantino permitió el cristianismo en el Imperio romano, después de haber sido perseguido por el Imperio desde tiempos de Nerón. Algunos sostienen que la fecha del 25 de diciembre había encontrado popularidad entre los romanos cristianos porque se trataba de la fecha del "nacimiento" del dios Sol; desde esa época las celebraciones del imperio se empezarían a reemplazar por las celebraciones cristianas.Sin embargo, el historiador Steven Hijmans sostiene que la evidencia más antigua de un festival dedicado a Sol Invictus el 25 de diciembre proviene de la obra de Juliano el Apóstata, la cual es posterior al registro histórico más antiguo de la Navidad; Hijmans sugiere que la fiesta pagana podría haber sido una reacción a la cristiana y no al revés.
Existe discrepancia sobre si existieron o no "celebraciones" del nacimiento de Jesús antes de Constantino. La fecha del nacimiento de Jesús la calcularon los primeros cristianos basándose en una tradición judía que fijaba, para los profetas, su fecha de fallecimiento y de su concepción en el mismo día; como creían que Jesús había muerto un 25 de marzo, calcularon nueve meses después y fijaron el 25 de diciembre como su nacimiento. Por eso, los cristianos ortodoxos en Rusia y Europa Oriental celebran la Navidad el 7 de enero en el calendario gregoriano pues, según su calendario, el calendario juliano, el 25 de marzo cae en el 7 de abril del calendario gregoriano.
La fiesta cristiana de la Navidad parece haber sido trasladada hacia el año 330, en tiempos de Constantino (306-337), al 25 de diciembre. Según los partidarios de la idea del origen "pagano" de la Navidad, con ello se quería significar a Cristo como el verdadero Sol invictus. Es importante observar que, a partir del año 315, empiezan a aparecer en las monedas los primeros símbolos cristianos. Probablemente sea por estas fechas cuando tiene lugar el cambio de la fiesta de Navidad al 25 de diciembre. El supuesto mensaje de la célebre visión de Constantino fue en el sentido de la prevalencia de Cristo sobre el Sol: Cristo es el verdadero sol invicto. Solo faltaba trasladar la fecha del nacimiento de Jesús al 25 de diciembre, día en que se festejaba el nacimiento del Sol invictus.
El emperador Constantino I (306-337) había sido un seguidor de las tradiciones paganas (al dios Sol). Su conversión al cristianismo se debe a una visión que tuvo cuando vio una cruz frente al sol e iba con su ejército y escuchó una voz que le dijo «con este signo vencerás» (del latín: in hoc signo vinces ‘con este signo vencerás’). Esto fue motivo para llevar el símbolo de una cruz en su estandarte y ganar la batalla del Puente Milvio.
La fiesta de Navidad empezó a celebrarse como una fiesta cristiana a partir de la época de Constantino, y en el año 336 apareció por primera vez tal fiesta en el calendario romano; gradualmente fue entrando en las tradiciones oficiales de la Iglesia cristiana, hasta que en el siglo V, queda ordenada oficialmente, eclipsando del todo a la fiesta del Sol invictus.